# Moldovița
Moldovița là một xã thuộc hạt Suceava, România. Dân số thời điểm năm 2002 là 5015 người.